# Copris tripartitus
Copris tripartitus là một loài bọ cánh cứng trong họ Bọ hung (Scarabaeidae).